# Celso Emilio Ferreiro
Celso Emilio Ferreiro (Celanova, província d'Ourense 1912 - Vigo, 1979) fou un escriptor gallec. Provenia d'una família benestant pagesa i galleguista. Als 20 anys, el 1932, va organitzar amb Xosé Velo Mosquera, entre d'altres, les Mocedades Galeguistas de Celanova i va participar en la constitució de la Federación de Mocedades Galeguistas l'any 1934. Poc després va ser processat per un article publicat a la revista que ell mateix dirigia: Guieiro. Mobilitzat a la Guerra Civil espanyola,va lluitar pel bàndol franquista. Posteriorment, va estudiar Dret i va col·laborar en diversos periòdics i revistes. La publicació del poemari Longa noite de pedra (1962) el va consolidar com l'hereu del llegat de Manuel Curros Enríquez. Un any després de la publicació de Longa noite de pedra va fundar, amb l'escriptor Xosé Luis Méndez-Ferrín i d'altres intel·lectuals galleguistes la Unión do Povo Galego. El 1966 va emigrar a Veneçuela, on va col·laborar amb la Hermandade Gallega, va fundar el Patronato da Cultura Galega, i va treballar en el gabinet del president Rafael Caldera.
En retornar a Europa es va instal·lar a Madrid on va treballar de periodista. El 1976 va rebre el Premi de la Crítica de poesia gallega pel seu poemari Onde o mundo se chama Celanova. El 1977 va ser candidat al Senat pel Partido Socialista Galego encara que sense èxit. Va produir prosa i poesia tant en castellà com en gallec, destacant en la poesia en gallec de fort contingut social. Va ser la seua poesia la que li va donar la fama de gran escriptor. Li fou dedicat el Dia de les Lletres Gallegues l'any 1989.

## Obra

### Poesia
- Cartafol de poesía («Cartapaci de poesia», 1935)
- O soño sulagado («El somni submergit», 1954)
- Longa noite de pedra («Llarga nit de pedra», 1962). Aquesta és la seua obra més significativa i la que va donar nom a tota una època de la història contemporània de Galícia.
- Viaxe ao país dos ananos («Viatge al país dels nans», 1968)
- Terra de ningures (1969)
- Paco Pixiñas (1970)
- Cemiterio privado («Cementiri privat», 1972)
- Antipoemas (1973)
- Onde o mundo se chama Celanova («On el món es diu Celanova», 1975)
- Homenaxes («Homenatges», 1979, pòstum)
- Celso Emilio Ferreiro para nenos, 1988, ed. Antonio García Teijeiro

### Narrativa
- A fronteira infinida (1972)
- A taberna do galo (1978).